# Attila Adrovicz
Attila Adrovicz (ur. 6 kwietnia 1966) – węgierski kajakarz. Srebrny medalista olimpijski z Atlanty.
Zawody w 1996 były jego jedynymi igrzyskami olimpijskimi. Zajął drugie miejsce w czwórce kajakowej na dystansie 1000 metrów, tworzyli ją ponadto András Rajna, Gábor Horváth i Ferenc Csipes. Czterokrotnie był medalistą mistrzostw świata, zdobył srebro w kajakowej dwójce na dystansie 500 metrów w 1986 i 1994, był trzeci w 1989 na dystansie 1000 metrów. W 1991 zajął drugie miejsce kajakowej czwórce na dystansie 500 metrów.